# ماركوس راسكين
ماركوس غودمان راسكين (بالإنجليزية: Marcus Raskin)‏ (30 أبريل 1934 - 24 ديسمبر 2017) هو ناقد اجتماعي أمريكي بارز وناشط سياسي ومؤلف وفيلسوف، عمل من أجل التغيير الاجتماعي التقدمي في الولايات المتحدة.
كان مؤسسًا مشاركًا، مع ريتشارد بارنت، لمنبع الفكر التقدمي، معهد دراسات السياسة في واشنطن العاصمة. كان أيضًا أستاذًا في السياسة العامة في كلية السياسة العامة والإدارة العامة في جامعة جورج واشنطن.

## نشأته وتعليمه
ولد راسكين في ميلووكي، ويسكونسن، وهو الابن الثاني لمهاجرين يهوديين من روسيا. يملك والداه، بن راسكين وآنا غودمان راسكين، متجرًا للسباكة في ميلووكي، حيث كان والده يعمل مقاولًا للسباكة. في سن السادسة عشر، غادر راسكين منزل والديه للدراسة في مدرسة جوليارد في نيويورك مع روزينا لفين ولي طومسون. تخلى عن مهنة مستقبلية في العزف على البيانو للدراسة في جامعة شيكاغو. هناك درس راسكين مع ريكسفورد غاي توغويل، وهو خبير اقتصادي وعضو من الخبراء الموثوقين للرئيس فرانكلين ديلانو روزفلت، وكوينسي رايت، وهو باحث قانوني عمل راسكين لديه كمساعد خلال سنوات دراسته في القانون. تخرج في جامعة شيكاغو بدرجة البكالوريوس. في الفنون الحرة عام 1954 ومن كلية الحقوق في جامعة شيكاغو بدرجة الدكتوراه في القانون عام 1957.

## خدمته الحكومية
انتقل راسكين إلى واشنطن العاصمة عام 1958، حيث أصبح مستشارًا تشريعيًا لمجموعة من أعضاء الكونغرس الليبراليين، بمن فيهم الديمقراطيان روبرت كاستينمير من ويسكونسن وجيمس روزفلت من كاليفورنيا، وهو الابن الأكبر لفرانكلين د. روزفلت. وسرعان ما أصبح راسكين أمينًا للمشروع الليبرالي، وهو مجموعة من الليبراليين في مجلس النواب، نظمه كاستينمير وروزفلت من مجموعة قيادية ليبرالية. بصفته الأمين، خلق راسكين صلة بين أعضاء مجلس النواب والمفكرين البارزين، بما في ذلك عالم الاجتماع ديفيد ريسمان والمؤرخ هـ. ستيوارت هيوز، والمستشار المالي السابق لفرانكلين د. روزفلت، جيمس واربورغ.
في عام 1961، أصبح راسكين مساعد ماكجورج بوندي في شؤون الأمن القومي ونزع السلاح كعضو في هيئة الأركان الخاصة لمجلس الأمن القومي. في عام 1962، أصبح عضوًا في الوفد الأمريكي لمؤتمر لنزع السلاح الذي ضم 18 دولة في جنيف.
أدت التوترات مع بوندي إلى إعادة انتداب راسكين إلى مكتب الميزانية (المعروف الآن باسم مكتب الإدارة والميزانية)، حيث واصل خدمته في الفريق الرئاسي المعني بالتعليم. في مجلس الإدارة، كتب راسكين أبحاثًا حول عواقب التكنولوجيا والحاجة إلى التعليم الديمقراطي والبحث العلمي.